# Greenskeepers
Greenskeepers is een band uit Chicago.
Een van de meest opvallende songs die ze hebben gemaakt, is 'Lotion', die verwijst naar de fictieve seriemoordenaar Buffalo Bill uit de film The Silence of the Lambs.
De band kwam laatst ook weer in opspraak door hun song 'Vagabond', die in de soundtrack van de recentelijk gepubliceerde Grand Theft Auto IV voorkwam. Tevens werd deze song gebruikt in de televisie-commercial van Rockstar Games.